# Laemanctus
Laemanctus är ett släkte av ödlor som ingår i familjen Corytophanidae.
Hjälmen på hjässan påminner om en tävlingscyklists hjälm. Arterna väger cirka 60 g. De förekommer i Centralamerika och vistas på marken eller klättrar i växtligheten. Exemplaren har främst en grön färg men de kan ibland byta sin färg. Släktets medlemmar väntar i ett gömställe på sina byten som utgörs av ryggradslösa djur. De vistas i galleriskogar och i växtligheten nära människans samhällen. Honor lägger ett fåtal ägg per tillfälle. Laemanctus serratus har i Mexiko skyddsstatus.
Arter enligt Catalogue of Life:
- Laemanctus longipes
- Laemanctus serratus

IUCN listar båda arter som livskraftiga (LC).